# Tierra de Montánchez

Tierra de Montánchez.

La Tierra de Montánchez es una de los mancomunidades y una comarca histórica de Extremadura situada en el sur de la provincia de Cáceres. La mayoría de sus municipios constituyen la Mancomunidad Integral Sierra de Montánchez y Tamuja. 

## Localidades
| Nombre oficial          | Pob. (2007) | Superficie km² |
| ----------------------- | ----------- | -------------- |
| Albalá                  | 830         | 21,74          |
| Aldea del Cano          | 742         | 28,69          |
| Alcuéscar               | 2.976       | 108,93         |
| Almoharín               | 2.036       | 97,3           |
| Arroyomolinos           | 977         | 115            |
| Benquerencia            | 101         | 13,31          |
| Botija                  | 197         | 18,82          |
| Casas de Don Antonio    | 209         | 31             |
| MONTÁNCHEZ              | 2.063       | 112,66         |
| Salvatierra de Santiago | 335         | 10,61          |
| Torre de Santa María    | 668         | 19,07          |
| Torremocha              | 1050        | 63,83          |
| Valdefuentes            | 1.457       | 27,14          |
| Valdemorales            | 242         | 9,89           |
| Zarza de Montánchez     | 632         | 36,82          |
| TOTAL                   | 13.773      | 686,12         |